# Goudbuikvireo
De goudbuikvireo (Vireo hypochryseus) is een zangvogel uit de familie Vireonidae (vireo's).

## Verspreiding en leefgebied
Deze soort is endemisch in Mexico en telt drie ondersoorten:
- V. h. nitidus: noordwestelijk Mexico.
- V. h. hypochryseus: westelijk Mexico.
- V. h. sordidus: de Maria-eilanden (nabij westelijk Mexico).

## Status
De grootte van de populatie is in 2019 geschat op 50.000-500.000 volwassen vogels. Op de Rode lijst van de IUCN heeft deze soort de status niet bedreigd.